# Тавчер Рудольф Рудольфович
Тавчер Рудольф Рудольфович (1897 — 30 листопада 1919) — кадровий офіцер австро-угорської армії, сотник УГА.

### Родина
Народився в м. Відень (Нижня Австрія) в сім'ї кадрового офіцера австро-угорської армії Рудольфа Тавчера (пом. в 1912 р. в ранзі майора на пенсії).

### Навчання
Восени 1914 р. закінчив піхотну кадетську школу у Відні. З 15.10.1914 р. іменований хорунжим, з 08.1915 р. іменований лейтенантом, з 05.1917 р. іменований оберлейтенантом 80-го полку піхоти.

### Військова служба
Командував сотнею скорострілів 80-го п. п. Восени 1915 р. поранений.

### Нагороди
Нагороджений хрестом за військові заслуги 3-го класу з мечами та з військовою декорацією, срібною медаллю за військові заслуги з мечами на стяжці хреста за військові заслуги, бронзовою медаллю за військові заслуги з мечами на стяжці хреста за військові заслуги.

### Служба в УГА
З початку 05.1919 р. перебував на службі в УГА. Старшина штабу 8-ї Самбірської бригади УГА (командир отаман К. Гофман), з 08.1919 р. начальник штабу 8-ї бригади, в складі якої брав участь в поході об'єднаних українських військ на Київ.
Учасник українсько-російських попередніх переговорів в залі нарад Київської думи 31.08.1919 р., з балкона якої даремно намагався заспокоїти публіку, роз'ярену вивішуванням поруч з українським також і російського триколірного прапора. Супроводжував генерала А. Кравса на переговори з командуванням російськими військами в 5-й гімназії на цитаделі в Києві. Згідно з  п. 7 угоди, підписаної між генералами А. Кравсом і М. Бредовим 01.09.1919 р. залишений (разом з отаманом А. Вименталем) зв'язковим офіцером від УГА при командуванні Добровольчої армії.

### Полон
Після виходу УГА з Києва фактично опинився в російському полоні, тож з 10.09.1919 р. замість нього начальником штабу 8-ї бригади УГА призначено поручника М. Купчанка. Після звільнення пройшов обов'язкову перевірку Оправдуючої комісії УГА, яка ствердила відсутність його вини.

### Смерть
В 11.1919 р. захворів на тиф, помер в польовому шпиталі 3-го Галицького корпусу в с. Гнівань біля Жмеринки.

### Історична згадка
В літературі помилково іменується «Едвард» та безпідставно  називається «буковинським німцем».